# 障害者プロレス
障害者プロレス（しょうがいしゃプロレス）は、障がい者が試合をするプロレス。

## ルール
障害者プロレスのルールは、通常のプロレスとは異なるルールが幾つか適用されている。例として
- 障害を負っている部位を故意に攻撃してはならない。
- 3カウントやフォールは存在せず、ギブアップやTKOのみで勝敗が決する。
- 対戦の際に、体の一部分が不自由な選手とそうでない選手が闘う場合、相手の不自由な部分（足なら足、手なら手）に枷をつける。

## 階級
階級は障害の重さで決められている。以下がその階級である。
- ヘビー級 - 自力で立って歩く事のできる選手。もしくは全体的に障害の軽い選手。
- スーパーヘビー級 - 膝立ち、或いは座った状態で試合をする選手。
- ミラクルヘビー級 - 最も重い階級。自分で動き回ることもままならない者もいる。
- 障害者プロレス団体によってはスタンディングクラス（立って闘う選手）、シッティングクラス（座って闘う選手）と分けているところもある。

## 女子プロレスラー
障害者プロレスには女子プロレス団体が存在せず、女子プロレスラーが所属しているのは2010年現在、東京のドッグレッグスのみである。

## 健常者プロレスラー
障害者プロレスにも健常者のプロレスラーが存在する。障害者と闘う際には、前述の枷を相手の障害部位と同じ場所につける。こちらもドッグレッグスが有名所である。

## 経緯
世田谷ボランティアセンターを拠点にボランティア活動を続けていた北島行徳は、健常者の無関心による無理解が障害者問題の原因の一端になっているという思いから、関心をもってもらうためには障害者による人前での自己表現の機会が有効と考え、1991年に障害者プロレス団体「ドッグレッグス」を結成し、ステレオタイプな障害者イメージでなく、障害者の多様な姿を知ってもらう機会とした。当初は障害者同士のタッグのみだったが、健常者と障害者が違うという現実を観客に印象付けるために両者によるタッグも始めた。2000年にはドックレッグスの選手であった永野明によって福岡で別団体「Force」が旗上げ。仙台では「障害者だって好きなことをやりたい、それがプロレスで何が悪い」という考えのもと別団体「ODAZUNA」が結成された。近年ではNHK教育の番組「バリバラ」でたびたび取りあげられ、一般市民からの認知度が上がっている。